# Alaranjado de metila
Alaranjado de metila, também chamado de alaranjado de metilo, laranja de metila, laranja de metilo, heliantina ou ainda metilorange (MO) é um indicador de pH frequentemente usado em titulações.É extraido de um inseto
É frequentemente escolhido para ser usado em titulações por causa de sua clara mudança de coloração. Devido a sua mudança de coloração na faixa de pH medianamente ácido, é normalmente usado em titulações de ácidos. Diferentemente de um indicador universal, o alaranjado de metila não tem um largo espectro de mudança de cores, mas tem um bem definido ponto final. 
Sua fórmula química é C14H14N3O3SNa  quando se apresenta na forma de sal de sódio. O par ácido-base correspondente é C14H14N3O3S-OH / C14H14N3O3S-O-. A pKa do par é 3,39.

## Obtenção
É produzido pela reação de copulação entre o sal de diazônio do ácido sulfanílico com a dimetilanilina. Posteriormente, leva-se o corante obtido à sua forma de sal de sódio.
O primeiro passo é chamado diazotação, onde o sulfanilato de sódio é formado e reage com nitrito de sódio em presença de ácido clorídrico (i.e., formação do cátion nitroso), formando o instável sal de diazônio. O segundo passo é a reação de copulação do diazônio. O íon diazônio é usado in situ e reage com a N,N-dimetilanilina para formar o azocorante ácido. Este corante bruto poderá ser isolado, e usado na coloração de nylon, por exemplo, ou reagido com álcali como o hidróxido de sódio ou o carbonato de sódio, de maneira a formar o seu sal de sódio, mais solúvel em água, que é a forma na qual é usado como indicador de pH.
A síntese do alaranjado de metila é possível a partir de dois líquidos ionizados, o íon 1-hexil-3-metilimidazôlium como cátion e tanto o hexafluorofosfato (PF6−) ou o perclorato (ClO4−) no papel de ânion como solventes para a reação. A vantagem apontada do uso de líquidos iônicos inclui sua reciclagem, a maior estabilidade dos intermediários e rendimentos de reação mais altos. Os derivados de 1-hexil-3-metilimidazôlium podem ser usados para sínteses conduzidas a mais baixas temperaturas e são menos tóxicos que os solventes orgânicos típicos.O 

## Cores do indicador
Em uma solução começando a se tornar menos ácida, o alaranjado de metila tornar-se-á de vermelho para laranja, e caso o processo continue, para amarelo. Processo inverso ocorre para uma solução aumentando em acidez.
Nesta aplicação como indicador, normalmente é utilizado em uma concentração em solução de 0,1 % (1 g / litro) e na titulação a 1 gota para cada 10 ml de líquido a titular.

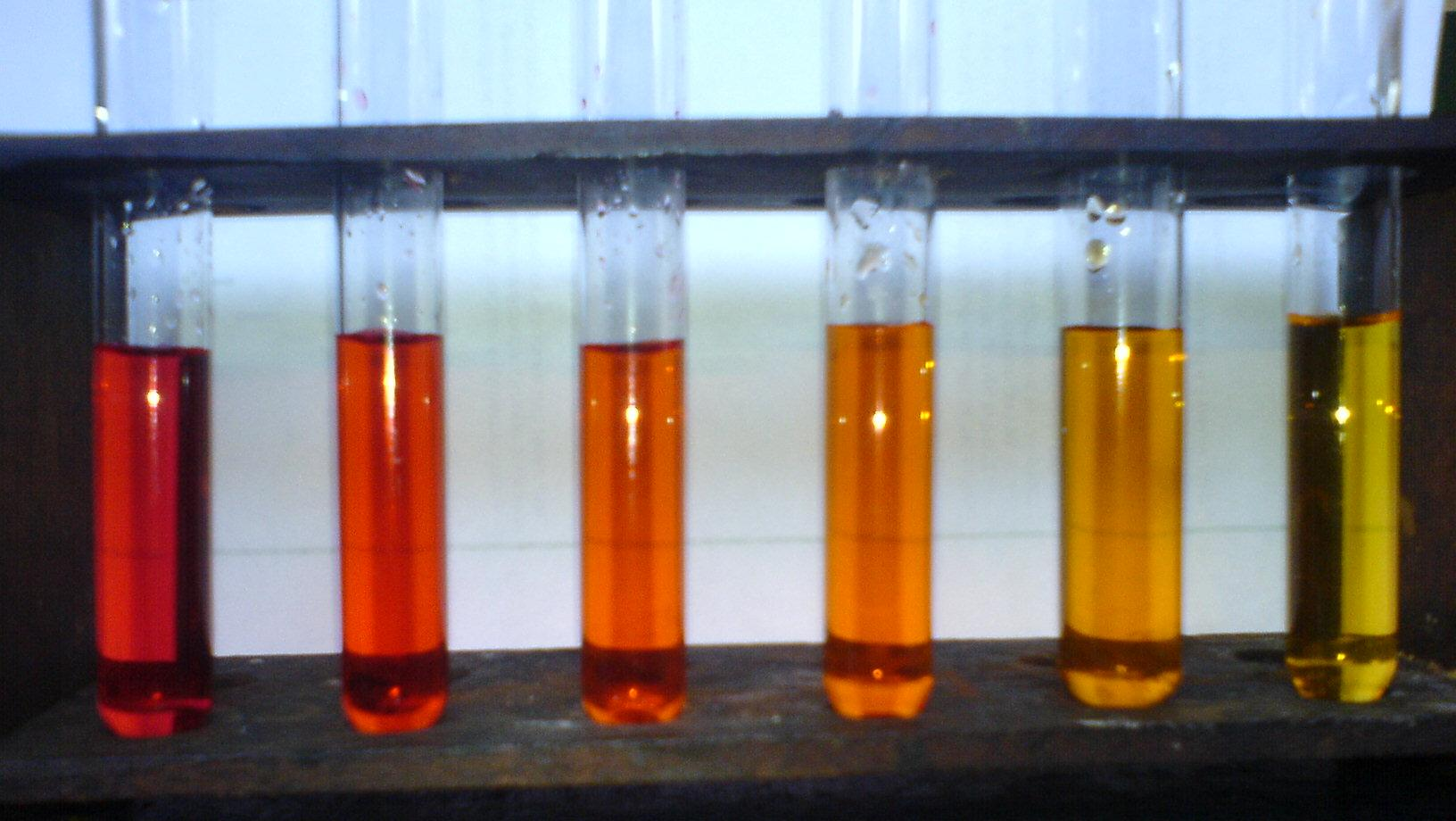
Soluções de alaranjado de metila a diversos pHs.

## Outros indicadores
- Alaranjado de metila modificado, comumente citada como solução de alaranjado de metila-xileno cianol, um indicador consistindo de uma solução de alaranjado de metila e xileno cianol, muda de púrpura a verde se a solução torna-se básica.[6][7]

- Vários outros indicadores normalmente usados são tabelados com seus intervalos de mudança de coloração no verbete sobre indicadores de pH.

## Outras aplicações
Também é utilizado em citologia em conjunto com a solução de fucsina.
É usado para a identificação de bromo livre em oxidações com bromato de potássio em titulações redox.

## Preparo das soluções

### Como indicador ácido-base
O indicador é normalmente usado em solução aquosa, dissolvendo-se 0,5 gramas do indicador, seja na forma de ácido livre ou de sal sódico em um litro de água (de onde alaranjado de metila 0,05% aquoso), preferencialmente a quente, e filtrar a solução se houver um precipitado.

### Verde de bromocresol-alaranjado de metila
Esta solução muda de laranja para verde azulado a pH 4,2. É produzida pela mistura de uma parte de verde de bromocresol a 0,1% em água (como 0,1 grama em 100 ml) com 1 parte de alaranjado de metila a 0,2 % em água (como 0,2 grama em 100 ml).

### Xileno cianol FF-alaranjado de metila
Solução que muda de pH do alcalino para o ácido passando pelas cores verde, cinzento e carmin, com estágio intermediário no cinzento a pH 3,8. É produzida pela dissolução de 1,0 grama de alaranjado de metila e 1,4 grama de xileno cianol FF em etanol a 50% aquoso. É um exemplo de indicador realçado, e no caso, como o indicador é o alaranjado de metila, de um indicador misto de alaranjado de metila realçado.